# Ácido sebácico
El ácido sebácico es un ácido dicarboxílico de cadena lineal cuya fórmula molecular es C10H18O4.
El ácido sebácico es un ácido dicarboxílico obtenido a partir de la destilación seca del aceite de ricino. Es un derivado del aceite de ricino. Se necesitan dos moléculas de ricino para obtener una de ácido sebácico.